# Legek harca
A Legek harca (Best Friends Forever a.k.a. Kenny’s PSP) a South Park című rajzfilmsorozat 129. része (a 9. évad 4. epizódja). Az Amerikai Egyesült Államokban 2005. március 30-án, Magyarországon pedig 2007. augusztus 9-én mutatták be.
A South Park történetében ez az első olyan epizód, amely Emmy-díjat kapott.

## Cselekmény
|  | Alább a cselekmény részletei következnek! |

Kenny McCormick az első gyerek a városban, aki megveszi az új PSP videójátékot, ezután éjjel-nappal azzal játszik. Cartman – akinek nem jutott ilyen játék, mert későn ért a boltba – egyre irigyebb és féltékenyebb lesz Kenny játékára. Kenny két hét alatt eljut az 59. szintre, de mikor eléri a 60. szintet, egy fagyiskocsi halálra gázolja (melynek sofőrje ironikus módon szintén egy PSP-vel játszik).
Kenny a mennybe jut, ahol megtudja, hogy a játékot valójában Isten készítette azzal a céllal, hogy egy tehetséges vezetőt (vagy ahogy az angyalok nevezik, a saját Keanu Reevesüket) találjon a mennyei seregek élére, mert Sátán és a pokol légiói támadásra készülnek. Kennyt azonban nem sokkal ezután újraélesztik, de mivel maradandó agykárosodást szenvedett, vegetatív állapotba kerül, ezért mesterségesen táplálják. Egy ügyvéd épp Kenny végrendeletét olvassa fel - melyben Kenny (szánalomból) Cartmanre hagyja a PSP-jét, Kyle-ra és Stanre pedig minden egyéb ingóságát – amikor bejelentik, hogy Kenny mégsem halt meg. A végrendelet utolsó lapja, melyben Kenny arról ír, mi a kívánsága, ha magatehetetlen állapotba kerül, azonban elveszett.
Cartman a Legfelsőbb Bíróságon azt állítja, ő volt Kenny LÖB-je, Legjobb Örök Barátja, és ezt egy kettétört medállal bizonyítja. Miután Kennynél megtalálják a medál másik felét, Cartman eltávolíttatja Kenny testéből a tápcsövet, ez ellen viszont Kenny szülei, barátai valamint számos South Park-i tiltakozni kezd, az esetből pedig médiaügy válik, mellyel az országos televízió is foglalkozik.
A két szembenálló oldal hosszasan vitatkozik Kenny kórházi ágyánál, amikor az ügyvéd bejelenti, hogy megtalálta a végrendelet utolsó oldalát, melyben Kenny azt kéri: „Ha valaha is döntésképtelen állapotba kerülnék és mesterségesen tartanának életben, szeretném… könyörögve kérem, soha ne mutogassanak ebben az állapotban az országos televízióban”. Ekkor mindkét tábor rádöbben, hogy tiszteletlenek bántak Kennyvel. Kyle kijelenti, hogy Stan és ő tévedett, helyes indokkal, míg Cartmannek igaza volt, de elvtelen okokkal. Ezután mindenki csendesen kimegy a helyiségből, hogy Kenny békében eltávozhasson.
Kenny még pont idejében tér vissza a mennybe, ahol győzelemre vezeti az angyalokat; maga a harc azonban nem látszik, csupán az egyik arkangyal kommentálja lelkesen az eseményeket. A csata végén Kenny hálából ajándékot kap, egy aranyból készült Keanu Reeves szobrot.

## Utalások
- Az epizód számos eleme párhuzamba állítható a Terri Schiavo-üggyel; Terri Schiavo szintén vegetatív állapotban élt, és ügye olyan erkölcsi dilemmákat vetett fel, amely megosztotta az amerikai társadalmat. Schiavo egy nappal az epizód levetítése után halt meg, két héttel azután, hogy orvosai felfüggesztették a mesterséges táplálást.[2]
- Sátán tanácsadója, Kevin, Kígyónyelvű Gríma, valamint Darth Sidious alakjára emlékeztet. Sátán az epizód végén megöli, de Kevin a Pokol a Földön című részben ismét feltűnik.
- Az epizód során utalások történnek a Gyűrűk Ura trilógiára, valamint Keanu Reevesre (aki gyakran alakít megváltókat, például a Mátrix vagy a Constantine, a démonvadász című filmekben).
- Az 1984-es Az utolsó csillagharcos című filmben hasonló a történet; ott egy idegen faj kér segítséget a főhőstől, aki kimagasló eredményt ért el egy játéktermi gépen.

## Érdekességek
- Az évad során ez az utolsó olyan epizód, amelyben Kenny meghal; a szereplő legközelebb csak a 11. évad utolsó, A Lista című részében hal meg.